# Drusus bureschi
Drusus bureschi är en nattsländeart som beskrevs av Kumanski 1973. Drusus bureschi ingår i släktet Drusus och familjen husmasknattsländor. Inga underarter finns listade i Catalogue of Life.